# Illa Coronació
L'illa Coronació (en anglès, Coronation Island) és la més gran de les illes Òrcades del Sud a l'Antàrtida. S'ubica a 60° 37′ S, 45° 35′ O / 60.617°S,45.583°O.
L'illa s'estén en una direcció general est-oest i fa uns 40 km de llarg i entre 5 a 13 km d'amplada. Està principalment coberta pel gel i comprèn nombroses badies, glaceres i pics. El punt més alt de l'illa es troba a 1265 msnm.
Va ser descoberta el desembre de 1821, en el curs del creuer conjunt del capità Nathaniel Palmer, un marí estatunidenc, i el capità George Powell, un marí  britànic. Va ser anomenada així per Powell en honor de la coronació de Jordi IV del Regne Unit, que s'havia convertit en el rei de la Gran Bretanya el 1820.

## Reclamacions territorials
L'Argentina inclou l'illa al Departament Illes de l'Atlàntic Sud dins de la província de Terra del Foc, Antàrtida i Illes de l'Atlàntic Sud i el Regne Unit la fa part del Territori Antàrtic Britànic, però ambdues reclamacions estan suspeses en virtut del Tractat Antàrtic.
Nomenclatura dels països reclamants:
- Argentina: isla Coronación
- Regne Unit: Coronation Island